# Ветрогон
Ветрогон (укр. Вітрогон) — село, относится к Беловодскому району Луганской области Украины.
Население по переписи 2001 года составляло 119 человек. Почтовый индекс — 92833. Телефонный код — 6466. Занимает площадь 0,962 км². Код КОАТУУ — 4420684402.

## Местный совет
92833, Луганська обл., Біловодський р-н, с. Данилівка  (укр.)